# يوم الطرطان
يوم الطَّرْطَان أو الترتان هو احتفال في أمريكة الشمالية بالتراث الإسكتلندي في 6 أبريل وهو التاريخ الذي جرى فيه توقيع إعلان أربروث في عام 1320. نشأ الإحتفال في كندا في منتصف الثمانينيات ثم انتشر إلى مجتمعات أُخَر من الشتات الإسكتلندي في التسعينيات. يُحتفل في أُسترالية بيوم الطرطان الدولي المماثل في 1 يوليو وهو ذكرى إلغاء قانون 1747 الذي يحظر ارتداء طرطان .
عادة ما تحتوي أيام الطرطان على مسيرات لفرق الغليون ورقص هَيلَند وغيرها من الأحداث ذات الطابع الإسكتلندي.